# Fâlfani
Fâlfani – wieś w Rumunii, w okręgu Ardżesz, w gminie Stolnici. W 2011 roku liczyła 204 mieszkańców.